# Örebro HK 2018/2019
Svenska Hockeyligan 2018/2019 var Örebro HK:s sjätte säsong i SHL sedan laget debuterade i SHL säsongen 2013/2014.

## SHL
Örebro HK säkrade fortsatt spel i högsta ligan genom att besegra Mora IK på bortaplan den 8 mars 2018. Den 10 mars 2018 spelade Örebro sin sista match säsongen 2017/2018, en hemmamatch mot tabelltvåan Djurgården, som vann matchen i förlängningen. Den 23 mars 2018 meddelade klubben att man förlängt med alla tränare inför säsongen 2018/2019. Efter att tränarfrågan var löst, meddelades den 26 mars att sju spelare lämnar klubben inför kommande säsong, Axel Brage, Viktor Ekbom, Ari Gröndahl, Daine Todd, Daniel Viksten, Filip Ahl och Jeremy Williams. Den 1 april 2018 följdes det upp med Gustaf Franzén som blev klar för BIK Karlskoga. Den 6 april 2018 meddelade klubben sina två första nyförvärv inför säsongen, finländska landslagsbacken Kristian Näkyvä och centern Anton Johansson. Kristian Näkyvä värvades från Linköping och kontrakterades för två säsonger. Anton Johansson lyftes upp från Örebro HK J20 på ett ettårskontrakt i A-laget. Den 10 april 2018 meddelades att målvakten Stefan Stéen från Färjestad kontrakterades kommande säsong som ersättare för Axel Brage. Den 11 april följdes det upp med att backen Marcus Björk kontrakterats två säsonger, Björk kom närmast från Oskarshamn. Den 14 april 2018 blev det officiellt att Joakim Andersson blev den nionde spelaren som lämnade Örebro för spel i HV71. 
Den 15 april 2018 blev Gustav Backström klar för två nya år i Örebro. Den 16 april 2018 tackade Johan Wiklander för sina 8 säsonger och 404 matcher i Örebrotröjan. Wiklander publicerade ett brev på sociala medier samt på klubbens officiella webbsida där han tackade för allt över sin tid i Örebro. Den 17 april 2018 blev det officiellt att forwarden Viktor Lodin kontrakterats på två år. Lodin kom närmst från Örebro HK J20. Tio dagar senare följdes det upp med att Marcus Weinstock kontrakterades för en till säsong. Weinstock går därmed in i sin 9:e säsong i Örebrotröjan.
I slutet av april började det i sociala medier florera rykten om att Broc Little var klar för Örebro. Dock kom han efter en längre förhandling presenteras av Linköping den 2 maj 2018. Linköping erbjöd bättre lön och sociala villkor, då hans flickvän är från Linköping. Den 15 maj 2018 meddelades att backen Alexander Hellström lämnar Örebro, efter att Örebro valt att bryta avtalet. Den 16 maj 2018 meddelades att den finländska forwarden Sakari Manninen valt att bryta sitt kontrakt för spel i Jokerit och KHL. Den 30 maj 2018 meddelades att den amerikanska backen Nick Ebert, som togs in på ett korttidskontrakt våren 2018, kontrakterats säsongen 2019/2020.
Den 5 juni 2018 släpptes tre stora nyheter, där klubben först meddelade att man bryter kontraktet med backen Victor Bartley. Som ersättare kontrakterades den finländska backen Rasmus Rissanen för två säsonger. Den 5 juni 2018 hade Brynäs tweetat om att en spelare skulle presenteras under dagen, i den bild som Brynäs publicerade med tweeten gick att läsa "Aaron" i ena bildhörnet. Tweeten syftade på att man under dagen skulle presentera en kontraktsförlängning med Aaron Palushaj. På kvällen den 5 juni 2018 meddelade dock Örebro att man skrivit ett tvåårskontrakt med forwarden Aaron Palushaj. Den 21 juni 2018 meddelade sportchefen Niklas Johansson att Örebro HK skrivit ett tvåårskontrakt med den amerikanska forwarden Shane Harper. Harper kom närmst ifrån KHL och HK Lada Toljatti.
Den 25 juli 2018 meddelade klubben att den kanadensiske forwarden Jordan Boucher ansluter på ett try out-kontrakt fram till den 10 september. Jordan kom närmst från en säsong i AHL med Laval Rocket. Den 30 juli 2018 meddelades att Örebro Hockey förlänger samarbetet med Chris Hamilton. Hamilton anslöt i februari 2018 till Örebro som performance coach, och kommer finnas tillgänglig för laget ett par dagar per månad under säsongen.
Den 9 augusti 2018 spelade Örebro sin första match för säsongen, vilken var en träningsmatch mot BIK Karlskoga. Matchen spelades i Nobelhallen och var den första matchen mellan dom båda lagen sedan den 11 mars 2013, då BIK Karlskoga vann med 4–2 i Playoff-serien till Kvalserien till Elitserien 2013/2014. Denna match vanns dock av Örebro med 5–2. Den 29 augusti 2018 presenterades lagkaptenerna för säsongen 2018/2019. Där Jere Sallinen blir lagkapten och assisteras av Christopher Mastomäki, Linus Arnesson, Aaron Palushaj.
Den 10 september 2018 meddelade sportchefen Niklas Johansson att man valt att förlänga det try out-kontrakt som skrev i juli med Jordan Boucher, till ett kontrakt till och med säsongen 2019/2020. Den 15 september 2018 inledde Örebro säsongen mot Mora IK på bortaplan. Matchen vann Örebro med 4–2. Jere Sallinen som gjorde 1–0 till Örebro, gjorde samtidigt säsongens allra första mål i SHL.
Den 29 oktober 2018 bröts kontraktet med Anton Johansson, som istället skrev på ett kontrakt säsongen ut med IK Oskarshamn. Den 7 november 2018 meddelade sportchefen Niklas Johansson att klubben tecknat kontrakt med den finländska centern Partik Virta, ett kontrakt som sträcker sig över säsongen 2018/2019. Virta anslöt till laget samma vecka och blev därmed den 25:e finländska spelaren genom tiderna i Örebro HK. Den 4 december 2018 meddelades att Niklas Sundblad och Petri Liimatainen entledigades från sina uppdrag i Örebro Hockey. Istället tog Niklas Eriksson över som huvudtränare, assisterad av Henrik Löwdahl samt Jörgen Jönsson.
Den 6 januari 2019 meddelade sportchef Niklas Johansson att backen Lukas Pilö lämnade Örebro för att lånas ut resterande del av säsongen till IK Oskarshamn. Den 25 januari 2019 blev det officiellt att Örebro Hockey och Malmö Redhawks kommit överens om en trade, det vill säga bytesaffär. Örebro fick backen Stefan Warg till sig, medan man släppte backen Marcus Björk till Malmö. Spelarna blev direkt tillgängliga för vardera klubb.
Den 4 februari 2019 meddelade Örebro Hockeys VD Mikael Johansson att Örebro Hockey förändrar sin sportsliga organisation. Det genom att tillsätta en General manager, vars huvudsakliga ansvar övergripande strategiska ansvaret för A-laget och Juniorverksamheten. Rekryteringen beräknades vara klar första halvåret 2019. Sportchefen tillsammans med junior- och utvecklingsansvarig kommer rapportera till General managern. Samma datum meddelades att sportchefen Niklas Johansson kommer fortsätta ytterligare två år. Sent på kvällen den 15 februari 2019 (vilket var sista dagen innan transferfönstret stängdes) meddelades att målvakten Jhonas Enroth ansluter från lördag den 16 februari till Örebro Hockey under resterande del av säsongen. Enroth kom närmst ifrån HK Dinamo Minsk. Bakgrunden till att Örebro Hockey värvade ytterligare en målvakt, var på grund av att A-lagets förste målvakt Eero Kilpeläinen var långtidsskadad. Vilket även lagets förste center Aaron Palushaj var. Den 21 februari 2019 meddelade sportchef Niklas Johansson att den lettiska centern Rodrigo Abols förlängt sitt nytt kontrakt till och med säsongen 2020/2021.
I samband med omgång 49 mot Färjestads BK den 7 mars 2019 utsågs Nick Ebert av Örebros supporterförening 14-3 till Örebros mest värdefulla spelare (MVP) säsongen 2018/2019. I omgång 50, den 9 mars 2019, vilken spelade i Skellefteå mot Skellefteå AIK säkrade Örebro sin SHL-plats för säsongen 2019/2020. Det genom att Mora IK förlorade mot Frölunda HC, samt att Örebro fick en poäng genom förlust på straffar mot Skellefteå AIK.

## Försäsongsmatcher
- 9 augusti: BIK Karlskoga–Örebro HK: 2–5 (spelades i Nobelhallen, Karlskoga)
- 16 augusti: Rögle BK–Örebro HK: 6–2  (Köln Cup, spelades i Kölnarena 2, Köln)
- 17 augusti: SCL Tigers–Örebro HK: 3–5 (Köln Cup, spelades i Kölnarena 2, Köln)
- 18 augusti: Kölner Haie–Örebro HK: 1–3 (Köln Cup, spelades i Kölnarena 2, Köln)
- 28 augusti: Örebro–Färjestad BK 1–0 (OT) (spelades i Lindehov, Lindesberg)
- 4 september: Linköping HC–Örebro HK 3–4 (OT) (spelades i Stångebro Ishall, Linköping)
- 6 september: Örebro HK–HV71 1–3 (spelades i TBO/Ågården Arena, Arboga)

## Tabell
Tabell uppdaterad 14 mars 2019.

  
| Nr | Lag               | S  | V  | ÖV | ÖF | F  | GM  | IM  | MS  | P   |
| -- | ----------------- | -- | -- | -- | -- | -- | --- | --- | --- | --- |
| 1  | Färjestad BK      | 52 | 28 | 6  | 5  | 13 | 165 | 114 | +51 | 101 |
| 2  | Luleå HF          | 52 | 25 | 11 | 4  | 12 | 138 | 100 | +38 | 101 |
| 3  | Frölunda HC       | 52 | 24 | 8  | 4  | 16 | 152 | 134 | +18 | 92  |
| 4  | Djurgårdens IF    | 52 | 23 | 5  | 7  | 17 | 149 | 120 | +29 | 86  |
| 5  | Skellefteå AIK    | 52 | 19 | 10 | 7  | 16 | 142 | 124 | +18 | 84  |
| 6  | Malmö Redhawks    | 52 | 21 | 8  | 3  | 20 | 136 | 125 | +11 | 82  |
| 7  | Växjö Lakers (RM) | 52 | 22 | 3  | 10 | 17 | 123 | 120 | +3  | 82  |
| 8  | HV71              | 52 | 24 | 1  | 6  | 21 | 136 | 125 | +11 | 80  |
| 9  | Rögle BK          | 52 | 20 | 4  | 7  | 21 | 130 | 143 | −13 | 75  |
| 10 | Örebro HK         | 52 | 16 | 7  | 7  | 22 | 130 | 146 | −16 | 69  |
| 11 | Brynäs IF         | 52 | 17 | 2  | 14 | 19 | 116 | 145 | −29 | 69  |
| 12 | Linköping HC      | 52 | 15 | 8  | 6  | 23 | 130 | 143 | −13 | 67  |
| 13 | Mora IK           | 52 | 13 | 9  | 3  | 27 | 126 | 167 | −41 | 60  |
| 14 | Timrå IK (U)      | 52 | 10 | 5  | 4  | 33 | 115 | 182 | −67 | 44  |

## Laguppställning
Uppdaterad den 21 februari 2019.

| Nr | Nat       | Spelare                   | Pos | S/H | Ålder | Värvad    | Födelseort                      |
| -- | --------- | ------------------------- | --- | --- | ----- | --------- | ------------------------------- |
| 1  | Sverige   | Jhonas Enroth             | M   | L   | 36    | 2018/2019 | Stockholm, Stockholms län       |
| 37 | Finland   | Eero Kilpeläinen          | M   | L   | 39    | 2017/2018 | Jockas, Södra Savolax           |
| 26 | Sverige   | Stefan Stéen              | M   | L   | 32    | 2018/2019 | Sunne, Värmlands län            |
| 22 | Sverige   | Jonathan Andersson        | B   | L   | 31    | 2017/2018 | Valdemarsvik, Östergötlands län |
| 28 | Sverige   | Linus Arnesson (A)        | B   | L   | 30    | 2017/2018 | Stockholm, Stockholms län       |
| 5  | Sverige   | Gustav Backström          | B   | L   | 30    | 2014/2015 | Lindesberg, Örebro län          |
| 74 | USA       | Nick Ebert                | B   | R   | 30    | 2017/2018 | Livingston, New Jersey          |
| 51 | Finland   | Kristian Näkyvä           | B   | L   | 34    | 2018/2019 | Helsingfors, Nyland             |
| 2  | Finland   | Rasmus Rissanen           | B   | L   | 33    | 2018/2019 | Kuopio, Norra Savolax           |
| 6  | Sverige   | Stefan Warg               | B   | R   | 35    | 2018/2019 | Stockholm, Stockholms län       |
| 21 | Lettland  | Rodrigo Ābols             | F   | L   | 29    | 2017/2018 | Riga, Lettland                  |
| 39 | Kanada    | Jordan Boucher            | F   | L   | 31    | 2018/2019 | Montréal, Québec                |
| 12 | Sverige   | Glenn Gustafsson          | F   | L   | 26    | 2016/2017 | Stockholm, Stockholms län       |
| 10 | USA       | Shane Harper              | F   | R   | 36    | 2018/2019 | Valencia, Kalifornien           |
| 25 | Sverige   | Anton Hedman              | F   | L   | 38    | 2017/2018 | Stockholm, Stockholms län       |
| 17 | Sverige   | Viktor Lodin              | F   | L   | 25    | 2018/2019 | Dalarnas län                    |
| 33 | Sverige   | Christopher Mastomäki (A) | F   | L   | 28    | 2017/2018 | Nacka, Stockholms län           |
| 85 | Sverige   | Kalle Olsson              | F   | L   | 40    | 2012/2013 | Munkedal, Västra Götalands län  |
| 11 | USA       | Aaron Palushaj (A)        | F   | R   | 35    | 2018/2019 | Livonia, Michigan               |
| 76 | Finland   | Jere Sallinen (C)         | F   | L   | 34    | 2017/2018 | Esbo, Nyland                    |
| 8  | Kanada    | Tyson Spink               | F   | R   | 32    | 2017/2018 | Williamstown, Ontario           |
| 9  | Kanada    | Tylor Spink               | F   | R   | 32    | 2017/2018 | Williamstown, Ontario           |
| 19 | Finland   | Patrik Virta              | F   | L   | 28    | 2018/2019 | Esbo, Nyland                    |
| 14 | Sverige   | Tom Wandell               | F   | L   | 38    | 2016/2017 | Södertälje, Stockholms län      |
| 20 | Sverige   | Marcus Weinstock          | F   | L   | 41    | 2010/2011 | Varberg, Hallands län           |

## Transferfönstret 2018/2019
Transferfönstret nedan gäller för perioden 16 maj 2018–15 februari 2019. Uppdaterad 21 februari 2019. Eliteprospects.com Team Roster/Transfer Läst 21 februari 2019
| In - Stefan Stéen (G), från Färjestad BK - Kristian Näkyvä (D), från Linköping HC - Anton Johansson (F), från Örebro HK J20 - Marcus Björk (D), från IK Oskarshamn - Viktor Lodin (F), från Örebro HK J20 - Rasmus Rissanen (D), från Jokerit - Aaron Palushaj (F), från Brynäs IF - Shane Harper (F), från HK Lada Toljatti - Jordan Boucher (F), från Laval Rocket - Patrik Virta (F), från HC Slovan Bratislava - Henrik Löwdahl (Ass. coach), från Örero J18 - Jörgen Jönsson (Ass. coach) - Stefan Warg (D), från Malmö Redhawks - Jhonas Enroth (G), från HK Dinamo Minsk | Förlängda - Niklas Sundblad (Head Coach) till 2019/2020 - Petri Liimatainen (Ass. coach) till 2019/2020 - Niklas Eriksson (Ass. coach) till 2019/2020 - Lukas Pilö (D) till 2019/2020 - Gustav Backström (D) till 2019/2020 - Marcus Weinstock (F) till 2018/2019 - Nick Ebert (D) till 2019/2020 - Christopher G. Hamilton (performance coach) till 2019/2020 | Ut - Axel Brage (G), till Leksands IF - Viktor Ekbom (D), till Frölunda Indians - Ari Gröndahl (D), till KalPa - Daine Todd (D), till Iserlohn Roosters - Arvid Aronsson (D), till BIK Karlskoga - Daniel Viksten (F), till Färjestad BK - Filip Ahl (F), till Tingsryds AIF - Jeremy Williams (F), till Straubing Tigers - Gustaf Franzén (F), till BIK Karlskoga - Joakim Andersson (F), till HV71 - Johan Wiklander (F), till ??? - Kalle Jellvert (F), till Modo Hockey - Alexander Hellström (B), till Björklöven IF - Sakari Manninen (F), till Jokerit - Victor Bartley (B), till Kunlun Red Star - Anton Johansson (F) till IK Oskarshamn - Niklas Sundblad (Head Coach) - Petri Liimatainen (Ass. coach) - Christopher G. Hamilton (performance coach) till 2019/2020 - Lukas Pilö (B), på lån till IK Oskarshamn - Marcus Björk (B), till Malmö Redhawks |